# Войтіховський Максим Ігорович
Максим Ігорович Войтіховський (нар. 7 січня 1999, Тернопіль, Україна) — український футболіст, центральний захисник українського клубу «Агробізнес».

## Кар'єра
Максим Войтіховський є вихованцем тернопільської ДЮСШ та академії «Дніпра».
З 2016 по 2018 рік півзахисник виступав за «Дніпро»: в сезоні 2016-17 — за молодіжні команди, в сезоні 2017-18 — за основу у Другій лізі. 
Від літа 2018 року Войтіховський був гравцем одеського «Чорноморця». В сезоні 2018-19 він грав за молодіжний склад «Чорноморця» в Молодіжному чемпіонаті України, а з 2019 року почав грати і в основному складі «моряків» у Першій лізі чемпіонату України, здебільшого на позиції захисника. У листопаді 2019 року він не підійшов новому наставнику одеситів Остапу Маркевичу і став вільним агентом.
У лютому 2020 року Максим Войтіховський як вільний агент став гравцем донецького «Шахтаря». В «Шахтарі» встиг пограти лише за молодіжну команду.
Від серпня 2020 року мав контракт з луцькою «Волинню».
1 липня 2022 року вдруге став гравцем одеського «Чорноморця». Влітку 2023 року залишив одеську команду.